# 钱元璲
钱元璲（880年—933年），原名钱传璲，杭州錢塘（今浙江杭州）人，是五代十國的吳越國武肃王钱镠的第四子。同母兄弟钱元玑、钱元珦、钱元琢、钱元禧，母亲胡氏。
钱元琏出生于唐僖宗廣明元年（880年）四月十三。917年，后梁皇帝朱友貞下诏，为錢镠諸子加官进爵。錢镠諸子十一人在后梁的詔書排序如下：钱传璟、钱传璙、钱传瓘、钱传璲、钱传懿、钱传(王瞿)、钱传球、钱传㻑、钱传珦、钱传琰、钱传璛。钱传璲担任温州刺史，封永嘉侯。《吳越備史》说他活到了910年，钱元琏活到了933年。《十国春秋》说钱元玑活到了933年。但是后梁封赏钱镠诸子的时候，没有钱元琏、钱元玑，而有钱元璲，活到了933年应是钱元璲。